# Telmatobius truebae
Telmatobius truebae és una espècie de granota que viu al Perú en boscos de gran altitud i canals de zones agrícoles. Per la seva distribució en una àrea petita de l'Amazones i el risc de quitridiomicosi que afecta a tot el gènere, l'espècie ha estat declarada en perill d'extinció. Les granotes fan entre 70 i 80 mm de llargària quan arriben a l'edat adulta i rep el seu nom en honor de Linda Trueb, especialita en amfibis.